# Nère (Garonne)
Pour les articles homonymes, voir Nère.
La Nère est une  rivière du Sud de la France et un sous-affluent de la Garonne par la Louge.

## Géographie
De 33,3 km de longueur, la Nère est une rivière qui coule dans le Comminges, dans la Haute-Garonne (Occitanie). Elle se jette dans la Louge à Montoussin.

## Départements et communes traversés
- Haute-Garonne : Cardeilhac, Charlas, Francon, Benque, Esparron, Montoussin, Saman, Saint-André, Eoux, Peyrissas, Lussan-Adeilhac, Samouillan, Montégut-Bourjac, Ciadoux, Boussan, Cassagnabère-Tournas, Saint-Lary-Boujean.

## Principaux affluents
- le Riou Pudé : 9,7 km
- le Sarremezan : 5,5 km

## Hydrologie
Son débit est notamment soutenu avec le lac d'Esparron. Un autre lac est en projet : le lac de Charlas.